# Uigorlersuaq
Uigorlersuaq är en ö i Grönland (Kungariket Danmark).   Den ligger i kommunen Qaasuitsup, i den västra delen av Grönland, 1 000 km norr om huvudstaden Nuuk. Arean är 11,4 kvadratkilometer.
Terrängen på Uigorlersuaq är platt. Öns högsta punkt är 251 meter över havet. Den sträcker sig 3,7 kilometer i nord-sydlig riktning, och 4,5 kilometer i öst-västlig riktning.